# 黄腺大青
黄腺大青（学名：Clerodendrum luteopunctatum）是马鞭草科大青属的植物，为中国的特有植物。分布于中国大陆的湖北、贵州、四川等地，生长于海拔625米至1,150米的地区，一般生长在山坡路旁或灌木林中，目前尚未由人工引种栽培。